# Turbo Assembler
Turbo Assembler, TASM – pakiet programistyczny firmy Borland, w którego skład wchodzi asembler, linker, debugger oraz kompilator. Sam pakiet zawiera w sobie wszystkie potrzebne narzędzia do pisania programów 16 i 32 bitowych dla systemów operacyjnych DOS i Windows. Jest również podstawowym komponentem pakietu C++ Builder. Turbo Assembler interpretuje, poza standardowymi mnemonikami, również wiele specjalnych makroinstrukcji, jak np. if znane z języków wysokiego poziomu.

## Cechy
- pełna obsługa procesorów: 8088, 8086, 80286, 80386, 80486 oraz Pentium
- tryby asemblacji IDEAL (innowacyjny) i MASM (kompatybilny)
- obsługa C, C++, Pascal, Fortran i COBOL
- wielopasmowa asemblacja z odnośnikami w przód
- 16- i 32-bitowy Turbo Linker
- Turbo Debugger dla DOS i Windows